# Kyle Walker
Ne doit pas être confondu avec le footballeur anglais Kyle Walker-Peters.
Pour les articles homonymes, voir Walker.
Kyle Walker, né le 28 mai 1990 à Sheffield en Angleterre, est un footballeur international anglais qui évolue au poste d'arrière droit au Burnley FC .

## Biographie

### Débuts professionnels
Né d'un père jamaïcain et d'une mère britannique, Kyle Walker commence sa carrière dans le club de sa ville natale, Sheffield United il est formé pendant 11 ans avant de signer son premier contrat en professionnel à Sheffield United, où il joue une saison, puis de rejoindre Northampton une saison pour enfin rejoindre Tottenham sous la houlette de Harry Redknapp.

### Tottenham Hotspur

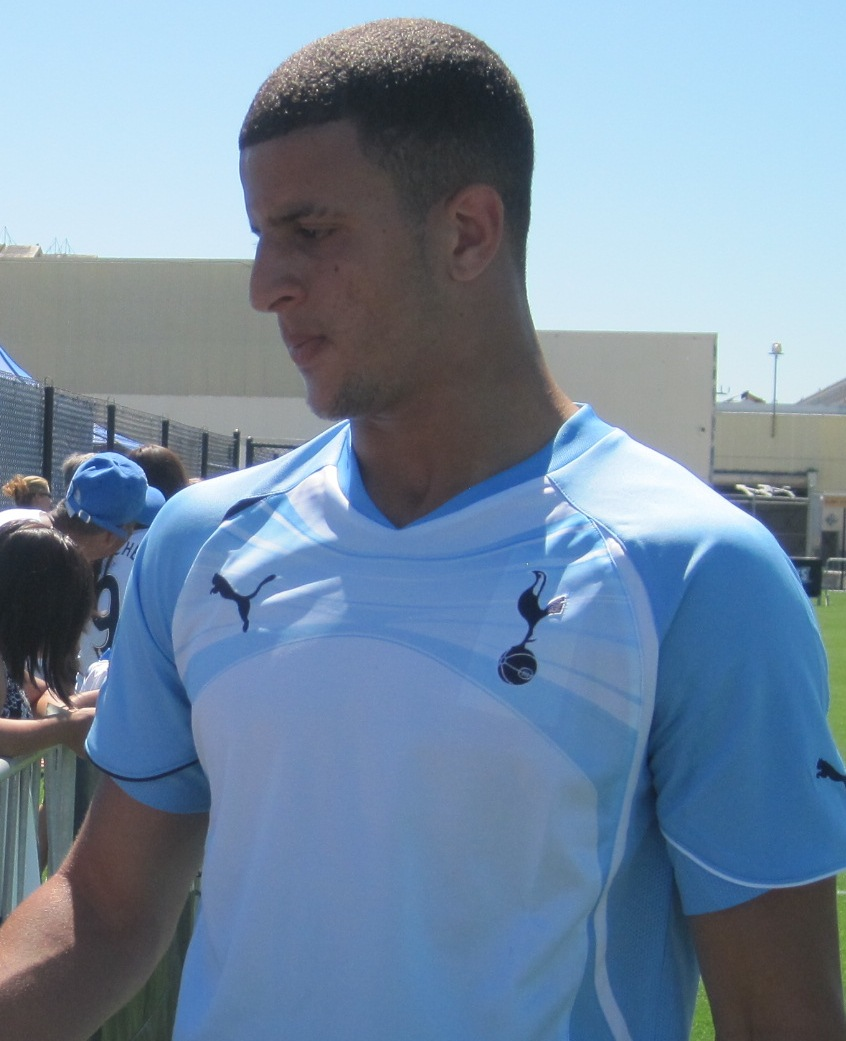
Kyle Walker de Tottenham Hotspur en juillet 2010.

À l'été 2009, il rejoint Tottenham. Il est consécutivement prêté à Sheffield United, Queens Park Rangers puis à Aston Villa où Walker s'impose comme un des meilleurs défenseurs de Premier League.
Grâce à ses bonnes performances lors de ses prêts, la saison 2011-2012 de Kyle Walker lui fait être élu meilleur jeune joueur et est nommé dans l'équipe type de Premier League . Il enchaîne les bonnes saisons jusqu'en 2017, l'année ou il re finira dans l'équipe-type de la Première League, perdra en finale de la Coupe de la Ligue anglaise et finira son passage chez le club avec lequel il aura joué plus de 200 matches.

### Manchester City

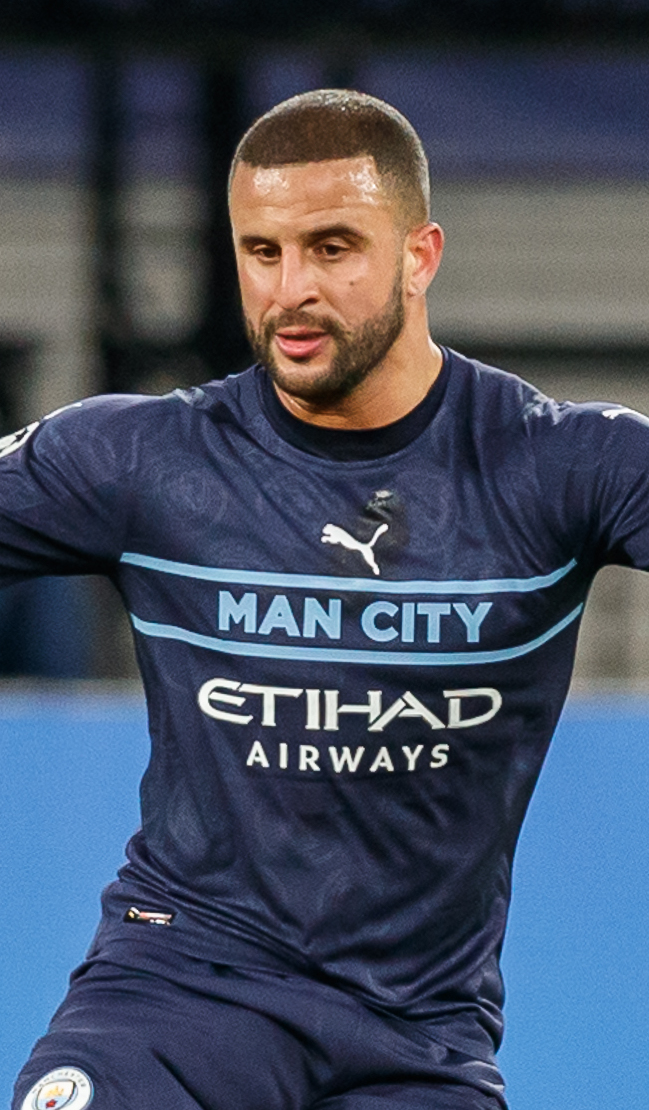
Kyle Walker joue pour Manchester City contre le RB Leipzig dans un match de l’UEFA Champions League.

Le 14 juillet 2017, il s'engage avec Manchester City pour cinq ans. Dès sa première saison, Pep Guardiola le fait jouer plus de 60 matches toutes compétitions confondues. Il finit champion d'Angleterre et membre de l'équipe-type de la compétition. La saison suivante, il regagne le Championnat anglais continue de jouer les matches. En 2019, il a dû jouer la fin du match face à l'Atalanta, Gardien de but car Ederson était blessé et Claudio Bravo s'est fait expulser à la 81e minute.
En 2021, il remporte de nouveau le Championnat anglais et finit dans l'équipe-type de la compétition, en Ligue des Champions, il perd la finale face à Chelsea 1-0.
Il remporte le Championnat anglais cinq fois entre 2017 et 2023 et signe un quadruplé historique pour la saison 2022-2023 puisque son équipe gagne la Premier League, la Ligue des Champions, la Supercoupe de l'UEFA 2023 et la Coupe d'Angleterre.

### Prêt à l'AC Milan (2025)
La saison 2024-2025 débute difficilement pour les Skyblues, et le joueur de 34 ans est rapidement écarté des plans de l'entraîneur Pep Guardiola. Dans ce contexte, un départ lors du mercato hivernal apparaît rapidement comme inévitable, et la piste menant à        l’AC Milan gagne progressivement en crédibilité.
Le 24 janvier 2025, Kyle Walker rejoint donc en prêt jusqu'à la fin de la saison l’effectif dirigé par Sergio Conceição, alors en quête de renforts d’expérience pour stabiliser le secteur défensif, avec une option d'achat obligatoire fixée à 5 millions d'euros.
À son arrivée, Walker intègre une défense milanaise aux côtés de joueurs tels que Fikayo Tomori, Davide Calabria et Alessandro Florenzi. Le club comptait également sur Emerson Royal, bien que ce dernier ait été blessé peu après l'arrivée de Walker .
Durant cette demi-saison, Walker participe à plusieurs rencontres importantes. Cependant, l'équipe termine la saison à une triste huitième place de la Serie A, manquant de peu la qualification pour les compétitions européennes, et perd la finale de la Coppa Italia contre Bologne (0-1) en mai 2025.
Après nomination de Massimiliano Allegri comme nouvel entraîneur, Kyle Walker n'est pas conservé par le club milanais et retourne à Manchester City après une demi-saison mitigée.

### Équipe d'Angleterre

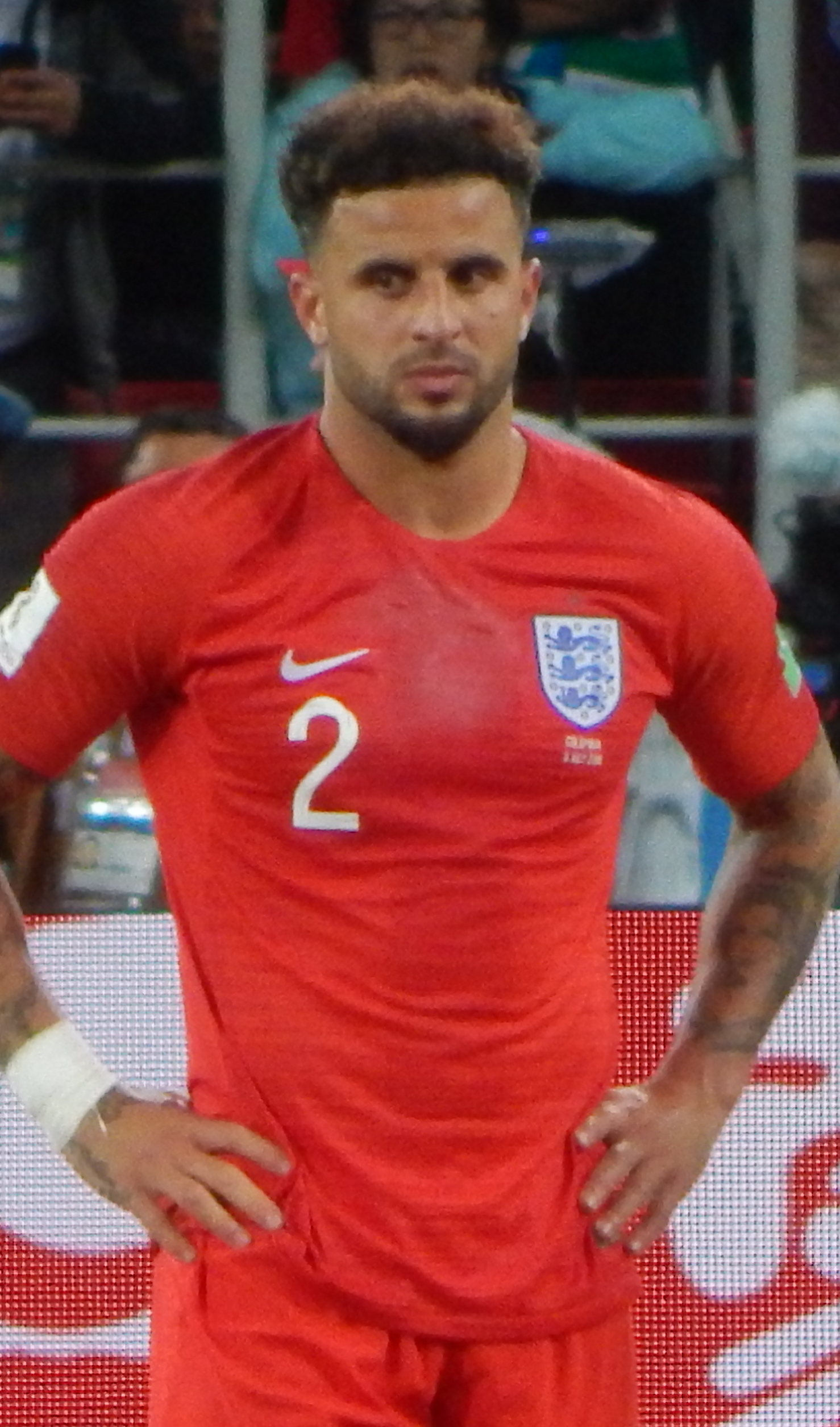
Coupe du Monde 2018, huitièmes de finale, Colombie vs. Angleterre

Grâce à ses bonnes performances avec Aston Villa puis Tottenham, Kyle Walker honore sa première sélection avec les Three Lions lors d'un match amical contre l'Espagne le 12 novembre 2011 (victoire de l'Angleterre 1-0). Walker rate l'Euro 2012 en raison d'une blessure.
Le 16 mai 2016, il est convoqué en équipe d'Angleterre par le sélectionneur Roy Hodgson pour faire partie de l'effectif provisionnel de l'Euro 2016.
Kyle Walker fait partie des vingt-trois joueurs sélectionnés en équipe d'Angleterre pour disputer la Coupe du monde 2018.
Il est finaliste de l'Euro 2020 joué en 2021 face à l'Italie et finira dans l'équipe-type de la compétition.
Le 10 novembre 2022, il est sélectionné par Gareth Southgate pour participer à la Coupe du monde 2022.
En juin 2024, il fait partie de la liste des 26 joueurs convoqués par Gareth Southgate pour disputer l'Euro 2024.

## Statistiques détaillées

### Parcours professionnel
| Saison                | Club                       | Championnat           | Championnat | Championnat | Championnat | Coupe nationale | Coupe nationale | Coupe nationale | Coupe de la Ligue | Coupe de la Ligue | Coupe de la Ligue | Supercoupe | Supercoupe | Supercoupe | Compétition(s) continentale(s) | Compétition(s) continentale(s) | Compétition(s) continentale(s) | Compétition(s) continentale(s) | Supercoupe UEFA | Supercoupe UEFA | Supercoupe UEFA | Coupe du monde des clubs | Coupe du monde des clubs | Coupe du monde des clubs | Angleterre | Angleterre | Angleterre | Total | Total | Total |
| Saison                | Club                       | Division              | M.          | B.          | P.d.        | M.              | B.              | P.d.            | M.                | B.                | P.d.              | M.         | B.         | P.d.       | Comp.                          | M.                             | B.                             | P.d.                           | M.              | B.              | P.d.            | M.                       | B.                       | P.d.                     | M.         | B.         | P.d.       | M.    | B.    | P.d.  |
| 2008-2009             | Northampton Town (prêt)    | League One            | 9           | 0           | 0           | -               | -               | -               | -                 | -                 | -                 | -          | -          | -          | -                              | -                              | -                              | -                              | -               | -               | -               | -                        | -                        | -                        | -          | -          | -          | 9     | 0     | 0     |
| 2008-2009             | Sheffield United           | Championship          | 5           | 0           | 0           | 2               | 0               | 0               | -                 | -                 | -                 | -          | -          | -          | -                              | -                              | -                              | -                              | -               | -               | -               | -                        | -                        | -                        | -          | -          | -          | 7     | 0     | 0     |
| 2009-2010             | Sheffield United (prêt)    | Championship          | 26          | 0           | 2           | 2               | 0               | 0               | -                 | -                 | -                 | -          | -          | -          | -                              | -                              | -                              | -                              | -               | -               | -               | -                        | -                        | -                        | -          | -          | -          | 28    | 0     | 2     |
| Sous-total            | Sous-total                 | Sous-total            | 31          | 0           | 2           | 4               | 0               | 0               | -                 | -                 | -                 | -          | -          | -          | -                              | -                              | -                              | -                              | -               | -               | -               | -                        | -                        | -                        | -          | -          | -          | 35    | 0     | 2     |
| 2009-2010             | Tottenham Hotspur          | Premier League        | 2           | 0           | 0           | -               | -               | -               | -                 | -                 | -                 | -          | -          | -          | -                              | -                              | -                              | -                              | -               | -               | -               | -                        | -                        | -                        | -          | -          | -          | 2     | 0     | 0     |
| 2010-2011             | Tottenham Hotspur          | Premier League        | 1           | 0           | 0           | -               | -               | -               | -                 | -                 | -                 | -          | -          | -          | -                              | -                              | -                              | -                              | -               | -               | -               | -                        | -                        | -                        | -          | -          | -          | 1     | 0     | 0     |
| 2011-2012             | Tottenham Hotspur          | Premier League        | 37          | 2           | 1           | 5               | 0               | 0               | -                 | -                 | -                 | -          | -          | -          | C3                             | 5                              | 0                              | 0                              | -               | -               | -               | -                        | -                        | -                        | 2          | 0          | 0          | 49    | 2     | 1     |
| 2012-2013             | Tottenham Hotspur          | Premier League        | 36          | 0           | 4           | 1               | 0               | 0               | 2                 | 0                 | 0                 | -          | -          | -          | C3                             | 11                             | 0                              | 0                              | -               | -               | -               | -                        | -                        | -                        | 3          | 0          | 1          | 53    | 0     | 5     |
| 2013-2014             | Tottenham Hotspur          | Premier League        | 26          | 1           | 2           | 1               | 0               | 0               | 3                 | 0                 | 0                 | -          | -          | -          | C3                             | 4                              | 0                              | 1                              | -               | -               | -               | -                        | -                        | -                        | 5          | 0          | 0          | 39    | 1     | 3     |
| 2014-2015             | Tottenham Hotspur          | Premier League        | 15          | 0           | 0           | -               | -               | -               | 3                 | 0                 | 0                 | -          | -          | -          | C3                             | 3                              | 0                              | 0                              | -               | -               | -               | -                        | -                        | -                        | 1          | 0          | 0          | 22    | 0     | 0     |
| 2015-2016             | Tottenham Hotspur          | Premier League        | 33          | 1           | 3           | 2               | 0               | 0               | -                 | -                 | -                 | -          | -          | -          | C3                             | -                              | -                              | -                              | -               | -               | -               | -                        | -                        | -                        | 8          | 0          | 2          | 43    | 1     | 5     |
| 2016-2017             | Tottenham Hotspur          | Premier League        | 33          | 0           | 5           | 1               | 0               | 0               | -                 | -                 | -                 | -          | -          | -          | C1+C3                          | 3+2                            | 0+0                            | 0+0                            | -               | -               | -               | -                        | -                        | -                        | 8          | 0          | 2          | 47    | 0     | 7     |
| Sous-total            | Sous-total                 | Sous-total            | 183         | 4           | 15          | 10              | 0               | 0               | 8                 | 0                 | 0                 | -          | -          | -          | -                              | 28                             | 0                              | 1                              | -               | -               | -               | -                        | -                        | -                        | 27         | 0          | 5          | 256   | 4     | 21    |
| 2010-2011             | Queens Park Rangers (prêt) | Championship          | 20          | 0           | 2           | -               | -               | -               | -                 | -                 | -                 | -          | -          | -          | -                              | -                              | -                              | -                              | -               | -               | -               | -                        | -                        | -                        | -          | -          | -          | 20    | 0     | 2     |
| 2010-2011             | Aston Villa (prêt)         | Premier League        | 15          | 1           | 3           | 3               | 1               | 0               | -                 | -                 | -                 | -          | -          | -          | -                              | -                              | -                              | -                              | -               | -               | -               | -                        | -                        | -                        | -          | -          | -          | 18    | 2     | 3     |
| 2017-2018             | Manchester City            | Premier League        | 32          | 0           | 6           | 3               | 0               | 0               | 6                 | 0                 | 0                 | -          | -          | -          | C1                             | 7                              | 0                              | 1                              | -               | -               | -               | -                        | -                        | -                        | 13         | 0          | 1          | 61    | 0     | 8     |
| 2018-2019             | Manchester City            | Premier League        | 33          | 1           | 1           | 5               | 0               | 0               | 3                 | 1                 | 0                 | 1          | 0          | 0          | C1                             | 10                             | 0                              | 0                              | -               | -               | -               | -                        | -                        | -                        | 8          | 0          | 1          | 60    | 2     | 2     |
| 2019-2020             | Manchester City            | Premier League        | 29          | 1           | 4           | 2               | 0               | 0               | 4                 | 0                 | 2                 | 1          | 0          | 0          | C1                             | 6                              | 0                              | 0                              | -               | -               | -               | -                        | -                        | -                        | -          | -          | -          | 42    | 1     | 6     |
| 2020-2021             | Manchester City            | Premier League        | 22          | 1           | 1           | 4               | 1               | 0               | 3                 | 0                 | 0                 | -          | -          | -          | C1                             | 10                             | 0                              | 0                              | -               | -               | -               | -                        | -                        | -                        | 13         | 0          | 0          | 52    | 2     | 1     |
| 2021-2022             | Manchester City            | Premier League        | 20          | 0           | 2           | 3               | 0               | 0               | 1                 | 0                 | 0                 | -          | -          | -          | C1                             | 7                              | 1                              | 0                              | -               | -               | -               | -                        | -                        | -                        | 7          | 0          | 1          | 38    | 1     | 3     |
| 2022-2023             | Manchester City            | Premier League        | 25          | 0           | 0           | 5               | 0               | 1               | 1                 | 0                 | 0                 | 1          | 0          | 0          | C1                             | 5                              | 0                              | 0                              | -               | -               | -               | -                        | -                        | -                        | 8          | 0          | 1          | 45    | 0     | 2     |
| 2023-2024             | Manchester City            | Premier League        | 32          | 0           | 4           | 5               | 0               | 0               | -                 | -                 | -                 | 1          | 0          | 0          | C1                             | 6                              | 0                              | 0                              | 1               | 0               | 0               | 2                        | 0                        | 1                        | 13         | 1          | 1          | 60    | 1     | 6     |
| 2024-2025             | Manchester City            | Premier League        | 15          | 0           | 0           | -               | -               | -               | 1                 | 0                 | 0                 | 1          | 0          | 0          | C1                             | 2                              | 0                              | 0                              | -               | -               | -               | -                        | -                        | -                        | 3          | 0          | 0          | 22    | 0     | 0     |
| Sous-total            | Sous-total                 | Sous-total            | 209         | 3           | 19          | 27              | 1               | 1               | 19                | 1                 | 2                 | 4          | 0          | 0          | -                              | 53                             | 1                              | 1                              | 1               | 0               | 0               | 2                        | 0                        | 1                        | 65         | 1          | 5          | 380   | 7     | 29    |
| 2024-2025             | Milan AC (prêt)            | Serie A               | 11          | 0           | 0           | 3               | 0               | 0               | -                 | -                 | -                 | -          | -          | -          | C1                             | 2                              | 0                              | 0                              | -               | -               | -               | -                        | -                        | -                        | 3          | 0          | 0          | 19    | 0     | 0     |
| 2025-2026             | Burnley FC                 | Premier League        | 1           | 0           | 0           | 0               | 0               | 0               | -                 | -                 | -                 | -          | -          | -          | -                              | -                              | -                              | -                              | -               | -               | -               | -                        | -                        | -                        | 0          | 0          | 0          | 1     | 0     | 0     |
| Total sur la carrière | Total sur la carrière      | Total sur la carrière | 479         | 8           | 40          | 47              | 2               | 1               | 26                | 0                 | 2                 | 4          | 0          | 0          | -                              | 83                             | 1                              | 2                              | 1               | 0               | 0               | 2                        | 0                        | 1                        | 95         | 1          | 10         | 737   | 12    | 56    |

## Palmarès

### Titres et trophées collectifs
|  |  | Tottenham Hotspur - Premier League - Vice-champion : 2017 - Coupe de la Ligue anglaise - Finaliste : 2015 |  | Manchester City - Premier League (6) - Champion : 2018, 2019, 2021, 2022, 2023 et 2024 - Coupe de la Ligue anglaise (4) - Vainqueur : 2018, 2019, 2020 et 2021 - Coupe d'Angleterre (2) - Vainqueur : 2019 et 2023 - Finaliste : 2024 - Community Shield (2) - Vainqueur : 2018 et 2019 - Ligue des champions (1) - Vainqueur : 2023 - Supercoupe de l'UEFA (1) - Vainqueur : 2023 - Coupe du monde des clubs (1) - Vainqueur : 2023 | AC Milan - Coupe d'Italie - Finaliste : 2025 |  | Angleterre - Euro - Finaliste : 2020 et 2024 |  |
|  |  | |  | |                                              |  |                                              |  |

### Distinctions personnelles
- Ballon d'argent du meilleur joueur de la Coupe du monde des clubs en 2023
- Jeune joueur de l'année PFA de Premier League en 2012
- Membre de l'équipe type de Premier League en 2012, 2017, 2018, 2024
- Membre de l'équipe type de la Ligue des champions de l'UEFA en 2021
- Membre de l’équipe type de l’Euro 2020 et  2024.
- Membre de l'équipe type de la FIFA FIFPro World11 en 2023